# Peronosclerospora
Genre
Peronosclerospora est un genre de « pseudochampignons » oomycètes de la famille des Peronosporaceae.

## Synonymes
Selon Index Fungorum (29 novembre 2014) :
- Peronosclerospora C.G. Shaw,  1978 ;
- Sclerospora subgen. Peronosclerospora S. Ito,  1913.

## Liste d'espèces
Selon Index Fungorum (29 novembre 2014) :
- Peronosclerospora australiensis R.G. Shivas, Ryley, Telle, Liberato & Thines 2012
- Peronosclerospora dichanthiicola (Thirum. & Naras.) C.G. Shaw 1978
- Peronosclerospora eriochloae Ryley & Langdon 2001
- Peronosclerospora globosa Kubicek & R.G. Kenneth 1984
- Peronosclerospora heteropogonis Siradhana, Dange, Rathore & S.D. Singh 1980
- Peronosclerospora maydis (Racib.) C.G. Shaw 1978
- Peronosclerospora miscanthi (T. Miyake) C.G. Shaw 1978
- Peronosclerospora noblei (W. Weston) C.G. Shaw 1980
- Peronosclerospora philippinensis (W. Weston) C.G. Shaw 1978
- Peronosclerospora sacchari (T. Miyake) Shirai & Hara 1927
- Peronosclerospora sargae R.G. Shivas, Ryley, Telle & Thines 2012
- Peronosclerospora sorghi (W. Weston & Uppal) C.G. Shaw 1978
- Peronosclerospora spontanea (W. Weston) C.G. Shaw 1978
- Peronosclerospora westonii (Sriniv., Naras. & Thirum.) C.G. Shaw 1978
- Peronosclerospora zeae C.L. Yao 1992